# Tornado (singolo)
Tornado è un singolo del cantante italiano Matteo Romano, pubblicato il 4 ottobre 2024.

## Tracce
Testi e musiche di Francesco D'Agostino, Matteo Romano, Rondine, Vincenzo Centrella.
1. Tornado – 2:43